# Пенский, Юлиан Романович
Юлиан Романович Пенский (3 июня 1859, — 20 апреля 1920, Харьков) — врач, хирург, заслуженный профессор Харьковского университета.

## Биография

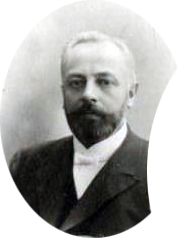
Ю. Р. Пенский

Родился 3 июня 1859 года в г. Славута, Подольской губернии. Его отец, как участник польского январского восстания 1863 года, был сослано в Сибирь.
После окончания гимназии в 1880 году он поступил на медицинский факультет Императорского Харьковского университета, который окончил в 1885 году с особым отличием.
С 1886 года специализировался в области хирургии — был назначен помощником прозектора, а с 1895 — прозектором; 25 мая 1895 года Ю. Р. Пенский был утверждён профессором кафедры оперативной хирургии и топографической анатомии. В 1910 году ему было присвоено звание заслуженного профессора. Позже был деканом и директором хирургической клиники Харьковского университета.
С 1896 по 1907 год был редактором журнала «Труды Meдицинской секции Общества опытных наук», с 1896 года — сотрудник журнала «Вестник медицины».
С 1909 по 1920 годы Пенский возглавлял кафедру госпитальной хирургии.
Специализировался, в основном, в вопросах хирургического лечения заболеваний печени. Предложенный им совместно с Н. М. Кузнецовым гемостатический шов при краевых повреждениях печени был назван их именем — Кузнецова — Пенского шов // 1. Малая медицинская энциклопедия. — М.: Медицинская энциклопедия. 1991—96 гг. 2. Первая медицинская помощь. — М.: Большая Российская Энциклопедия. 1994 г. 3. Энциклопедический словарь медицинских терминов. — М.: Советская энциклопедия. — 1982—1984 гг.. Вместе с Кузнецовым он также разработал метод резекции печени с помощью специальной иглы (игла Пенскогo-Кузнецова). В 1912 году на ХІІ съезде русских хирургов Ю. Р. Пенский выступил с докладом «О ранней операции острого аппендицита». В 1914 году вместе с врачом Трофимовым он впервые на юге России сделал перикардотомию по поводу слипчивого перикардита. Им также была разработана операция создания искусственного мочевого пузыря из петли кишки.